# Günther Cloerkes
Günther Cloerkes (* 23. April 1944 in Wirkheim; † 30. Juni 2023 in Hemsbach) war ein deutscher Soziologe, der an der Pädagogischen Hochschule Heidelberg als Professor für Soziologie der Behinderten lehrte. Er war Hauptverfasser eines Standardwerkes zu seinem Lehrgebiet.
Cloerkes war Diplom-Soziologe und wurde 1979 an der Universität Bielefeld promoviert. Bis 1981 folgten eine Forschungstätigkeit am Zentralinstitut für Seelische Gesundheit in Mannheim und Lehraufträge an der Pädagogischen Hochschule Heidelberg. Ebendort war er von 1981 bis zu seiner Pensionierung 2009 Professor. 
Zu seinen Arbeitsschwerpunkten gehörten: Änderung der sozialen Reaktion auf Behinderte, Interkultureller Vergleich der Lebenssituation behinderter Menschen, Familie und Freizeit von Menschen mit Behinderungen.

## Schriften (Auswahl)
- Leben und Arbeiten unter erschwerten Bedingungen – Menschen mit Behinderungen im Netz der Institutionen, Günther Cloerkes / Jörg Michael Kastl (Hrsg.), Heidelberg: Winter, 2007, ISBN 978-3-8253-8335-0
- Soziologie der Behinderten. Eine Einführung, 3., neu bearbeitete und erweiterte Auflage unter Mitwirkung von Kai Felkendorff und Reinhard Markowetz, Heidelberg: Winter, 2007, ISBN 978-3-8253-8334-3
- Behinderung und Behinderte in verschiedenen Kulturen. Eine vergleichende Analyse ethnologischer Studien, 3. Auflage, mit Dieter Neubert, Heidelberg: Winter, 2001, ISBN 3-8253-8296-6
- Einstellung und Verhalten gegenüber Behinderten. Eine kritische Bestandsaufnahme der Ergebnisse internationaler Forschung, 3., erweiterte  Auflage von Einstellung und Verhalten gegenüber Körperbehinderten, Berlin: Marhold, 1985, ISBN 3-7864-0745-2.